# 522 pr. n. št.

## Smrti
- Kambiz II., kralj  Perzije (* ni znano)
- Smerdis, kralj  Perzije (* ni znano)